# Nobleboro
Nobleboro és una població dels Estats Units a l'estat de Maine (EUA). Segons el cens del 2000 tenia 1.626 habitants.

## Demografia
Segons el cens del 2000, Nobleboro tenia 1.626 habitants, 678 habitatges, i 465 famílies. La densitat de població era de 33 habitants/km².
Dels 678 habitatges en un 30,8% hi vivien nens de menys de 18 anys, en un 57,7% hi vivien parelles casades, en un 7,7% dones solteres, i en un 31,4% no eren unitats familiars. En el 26% dels habitatges hi vivien persones soles el 10,8% de les quals corresponia a persones de 65 anys o més que vivien soles. El nombre mitjà de persones vivint en cada habitatge era de 2,39 i el nombre mitjà de persones que vivien en cada família era de 2,89.
Per edats la població es repartia de la següent manera: un 24,8% tenia menys de 18 anys, un 5,5% entre 18 i 24, un 25,4% entre 25 i 44, un 29,2% de 45 a 60 i un 15,1% 65 anys o més.
L'edat mediana era de 42 anys. Per cada 100 dones de 18 o més anys hi havia 89,3 homes.
La renda mediana per habitatge era de 39.805 $ i la renda mediana per família de 46.838 $. Els homes tenien una renda mediana de 32.104 $ mentre que les dones 24.107 $. La renda per capita de la població era de 21.373 $. Entorn del 5,4% de les famílies i el 7,7% de la població estaven per davall del llindar de pobresa.